# Solomys salamonis
Solomys salamonis  (Ramsay, 1883) è un roditore della famiglia dei Muridi, endemico dell'isola di Nggela Sule, Isole Salomone.

## Descrizione

### Dimensioni
Roditore di medie dimensioni, con lunghezza della testa e del corpo di 216 mm, la lunghezza della coda di 224 mm, la lunghezza del piede di 44,3 mm e la lunghezza delle orecchie di 13 mm.

### Aspetto
La pelliccia è ruvida. Il colore generale del corpo è grigio cenere chiaro, assai brizzolato e cosparso di lunghi peli neri. Le vibrisse sono lunghe e nere, le orecchie sono piccole e ricoperte finemente di peli. La coda è lunga come la testa ed il corpo.

## Distribuzione e habitat
Questa specie è conosciuta soltanto da un individuo catturato probabilmente sull'Isola di Nggela Sule, Isole Salomone. L'esatta località di provenienza di questo esemplare tuttavia è in discussione, poiché potrebbe verosimilmente trattarsi dell'Isola di Makira, dove è stata osservata una popolazione di questo genere ma nessun individuo è stato catturato.

## Conservazione
La IUCN Red List, considerato che il suo areale non è noto, classifica M.salamonis come specie con dati insufficienti (DD).